# Jemciujîna (Nîjnohirskîi)
Jemciujîna (în ucraineană Жемчужина) este localitatea de reședință a comunei Jemciujîna din raionul Nîjnohirskîi, Republica Autonomă Crimeea, Ucraina.

## Demografie
Componența lingvistică a localității Jemciujîna
     Rusă (85,26%)
     Ucraineană (8,69%)
     Tătară crimeeană (5,67%)
     Alte limbi (0,08%)
Conform recensământului din 2001, majoritatea populației localității Jemciujîna era vorbitoare de rusă (85,26%), existând în minoritate și vorbitori de ucraineană (8,69%) și tătară crimeeană (5,67%).